# Ulrich V van Württemberg
Ulrich V van Württemberg (Nederlands: Ulrik), bijgenaamd de Veelgeliefde, (?, 1413 - Leonberg, 1 september 1480) was van 1419 tot 1426 en van 1433 tot 1480 graaf van Württemberg-Stuttgart.
Ulrich was de zoon van graaf Everhard IV van Württemberg en Henriëtte van Mömpelgard.
Na de vroege dood van zijn vader in 1419 stond hij, samen met zijn broer Lodewijk I, onder voogdij van hun moeder. Lodewijk werd in 1426 volwassen verklaard en regeerde van dan af alleen. In 1433 liet hij zijn broer Ulrich meeregeren. Na enkele jaren bewind besloten de broers op 23 april 1441 het land te delen: Ulrich kreeg het westelijk deel Württemberg-Stuttgart en Lodewijk het oostelijk Württemberg-Urach. Op 25 januari 1442 werd deze beslissing nogmaals geakteerd in het "Nürtinger Verdrag".
In 1444 steunde Ulrich het Huis Habsburg in de "Alten Zürichkrieg" in de strijd tegen de Zwitserse eedgenoten. Samen met zijn bondgenoten, de markgraaf Albrecht Achilles van Brandenburg, de Mainzer aartsbisschop Dietrich Schenk van Erbach almede de markgraaf Jacob van Baden bouwde hij de kern van het "Mergentheimer Verbond", dat meer en meer tegen de rijkssteden oprukte. Het hoogtepunt van de spanningen was de vete tussen markgraaf Albrecht en de rijksstad Neurenberg in 1449. Graaf Ulrichs hoofdtegenstander onder de rijkssteden was Esslingen. Ondanks meerdere treffens en overwinningen op Esslingen kon Ulrich toch geen voordeel in de wacht slepen.
In 1450 werd Ulrich voogd over zijn beide neven, na de dood van zijn broer Lodewijk. Dit leidde tot een strijd met keurvorst Frederik I van de Palts, die van moederszijde ook aanspraak kon maken op deze voogdij. De spanningen leidden in 1458 tot een oorlog tussen de Palts en Württemberg-Stuttgart, nadat Ulrich de burcht Widdern, waar zich ook leenmannen uit de Palts bevonden, als roofburcht verwoestte.
Ulrich had intussen een verbond gesmeed tussen Frederik III, markgraaf Albrecht Achilles en Dieter van Mainz en gericht tegen de Paltsers en de Beiers. In 1460 brak een onbesliste strijd los. Na een korte pauze werd door de keizer in 1461 een nieuwe rijksoorlog gestart tegen Beieren. Ulrich was samen met Albrecht Achilles aanvoerder tegen de Wittelsbacher. Na verscheidene veldslagen kwam op 30 juni 1462 de Slag bij Seckenheim, waar Ulrich met zijn bondgenoten een grote nederlaag leden en zich met hoge sommen vrij moesten kopen uit Paltser gevangenschap. Pas op 27 april 1463 keerde de graaf naar Stuttgart terug.
De verstandhouding met het Uracher landsdeel was tot 1459 steeds slechter geworden. Op het hoogtepunt van de strijd werd de voogdij over Everhard V opgeheven en een verdrag bezegelde in 1473 de erfopvolging. Later zou Ulrich bij Everhard V steun zoeken tegen zijn eigen opstandige zoon Everhard II.

## Familie
Ulrich is driemaal gehuwd.
Uit het huwelijk met Margaretha van Kleef, een dochter van Adolf IV van Kleef-Mark stamt het volgende kind:
- Catharina, (7 december 1441 - 28 juni 1497) in Würzburg eerst premonstratenzerin, later dominicanes, op het einde uit het klooster gevlucht onder bescherming van bisschop Rudolf van Würzburg.

Uit het huwelijk met Elisabeth van Beieren (1419-1451), dochter van Hendrik XVI van Beieren en Margaretha van Habsburg (1395-1447), stammen de volgende kinderen:
- Everhard VI (hertog Everhard II).
- Margareta, (1445/50 - 21 juli 1479) in het klooster St.Agnes in Liebenau bij Worms, dominicanes.
- Hendrik, dominicaan in Mainz en Eichstätt, van 1473 tot 1482 graaf van Mömpelgard.
- Elisabeth, (Landshut, 23 december 1450 - 6 april 1501), x op 13 september 1469 met graaf Federik II van Henneberg-Aschach.

Uit het huwelijk met Margaretha van Savoye stammen de volgende kinderen:
- Helena, (na 1453 - 19 februari 1506), gehuwd met graaf Kraft VI van Hohenlohe.
- Margaretha, (na 1453 - 21 april 1470), op 23 april 1469 gehuwd met graaf Filips van Eppstein-Königstein.
- Philippina, (na 1453 - 4 juni 1475) in Weert/Nederland gehuwd met Jakob II van Horn.